# Municipio de Jasper (condado de Taney)
El municipio de Jasper (en inglés: Jasper Township) es un municipio ubicado en el condado de Taney en el estado estadounidense de Misuri. En el año 2010 tenía una población de 5153 habitantes y una densidad poblacional de 40,74 personas por km².

## Geografía
El municipio de Jasper se encuentra ubicado en las coordenadas 36°46′10″N 93°12′34″O / 36.76944, -93.20944. Según la Oficina del Censo de los Estados Unidos, el municipio tiene una superficie total de 126.48 km², de la cual 125.95 km² corresponden a tierra firme y (0.42%) 0.53 km² es agua.

## Demografía
Según el censo de 2010, había 5153 personas residiendo en el municipio de Jasper. La densidad de población era de 40,74 hab./km². De los 5153 habitantes, el municipio de Jasper estaba compuesto por el 93.89% blancos, el 0.54% eran afroamericanos, el 0.95% eran amerindios, el 0.33% eran asiáticos, el 0.19% eran isleños del Pacífico, el 1.09% eran de otras razas y el 3.01% pertenecían a dos o más razas. Del total de la población el 3.51% eran hispanos o latinos de cualquier raza.